# قمة مجموعة العشرين روما 2021
قمة مجموعة العشرين روما 2021 هو الاجتماع السادس عشر لمجموعة العشرين (G20) التي عقدت في روما، عاصمة إيطاليا، في 30-31 أكتوبر 2021.

## القادة المشاركون

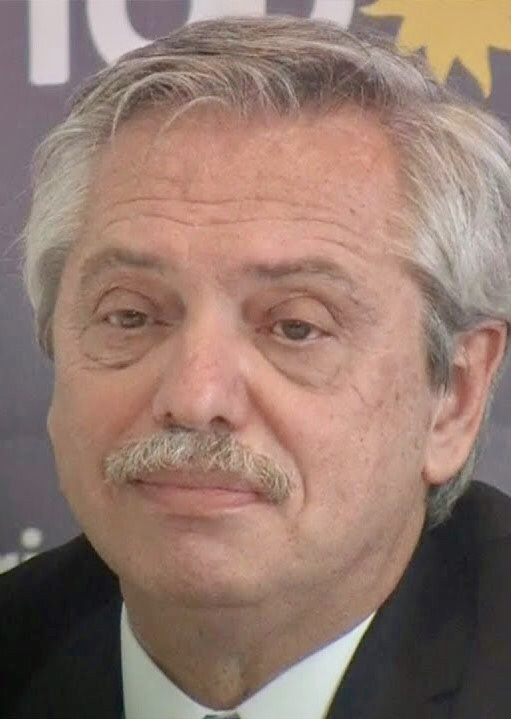
الأرجنتين ألبرتو فرنانديز، رئيس
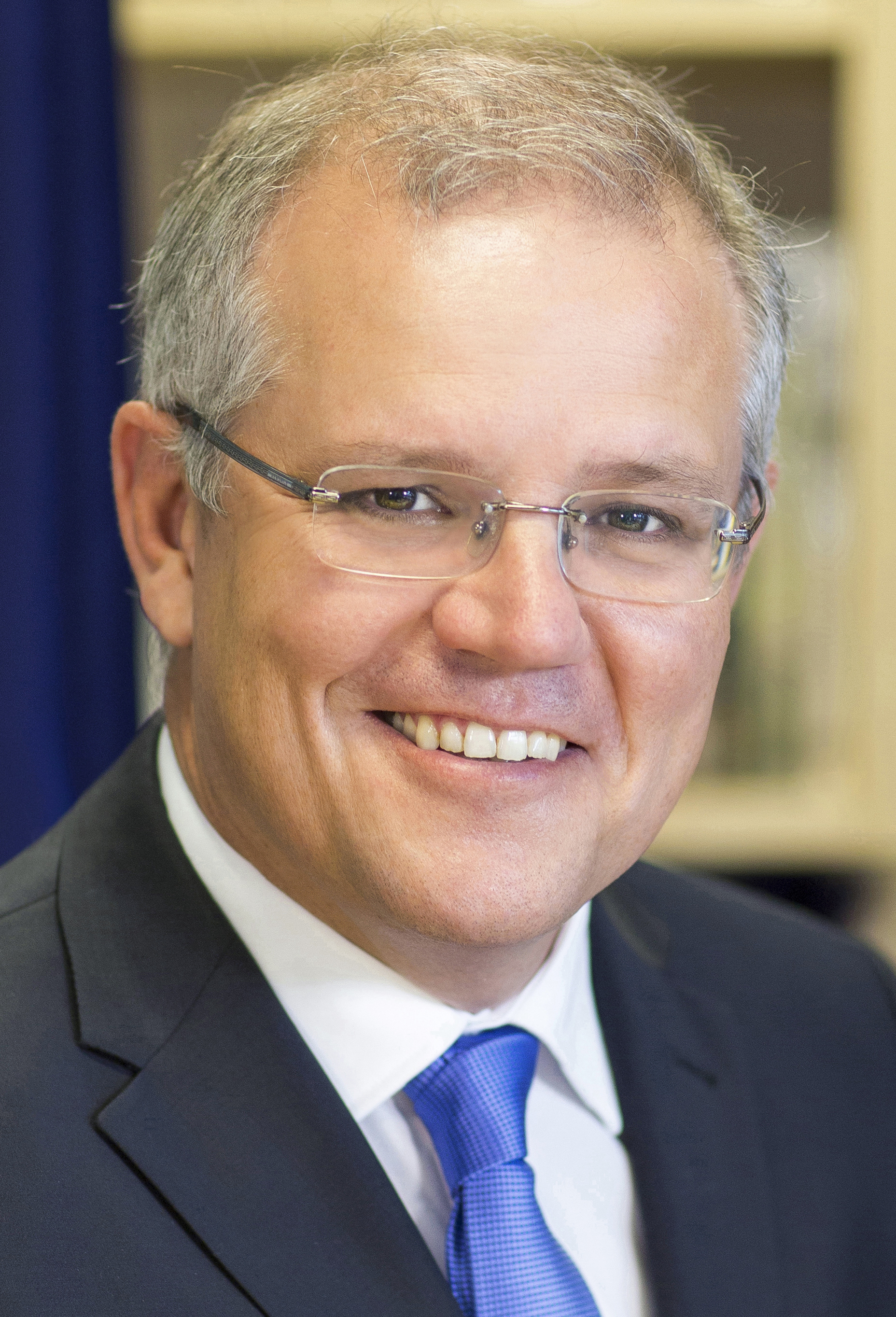
أستراليا سكوت موريسون، رئيس وزراء
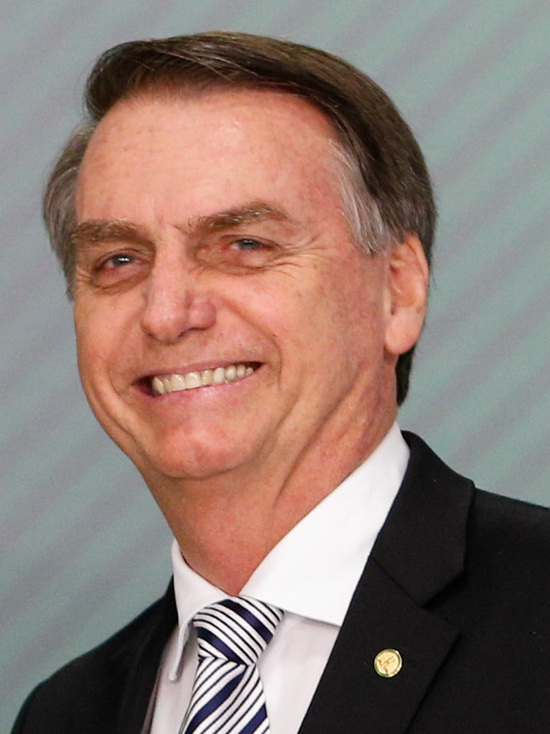
البرازيل جايير بولسونارو، رئيس
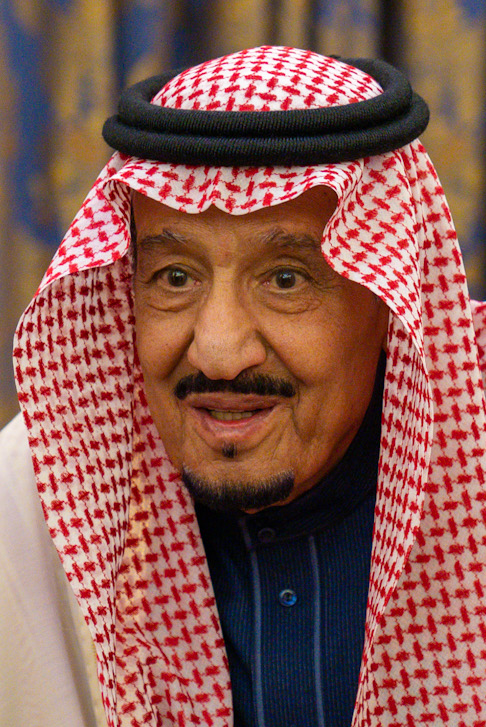
السعودية سلمان بن عبد العزيز آل سعود، ملك
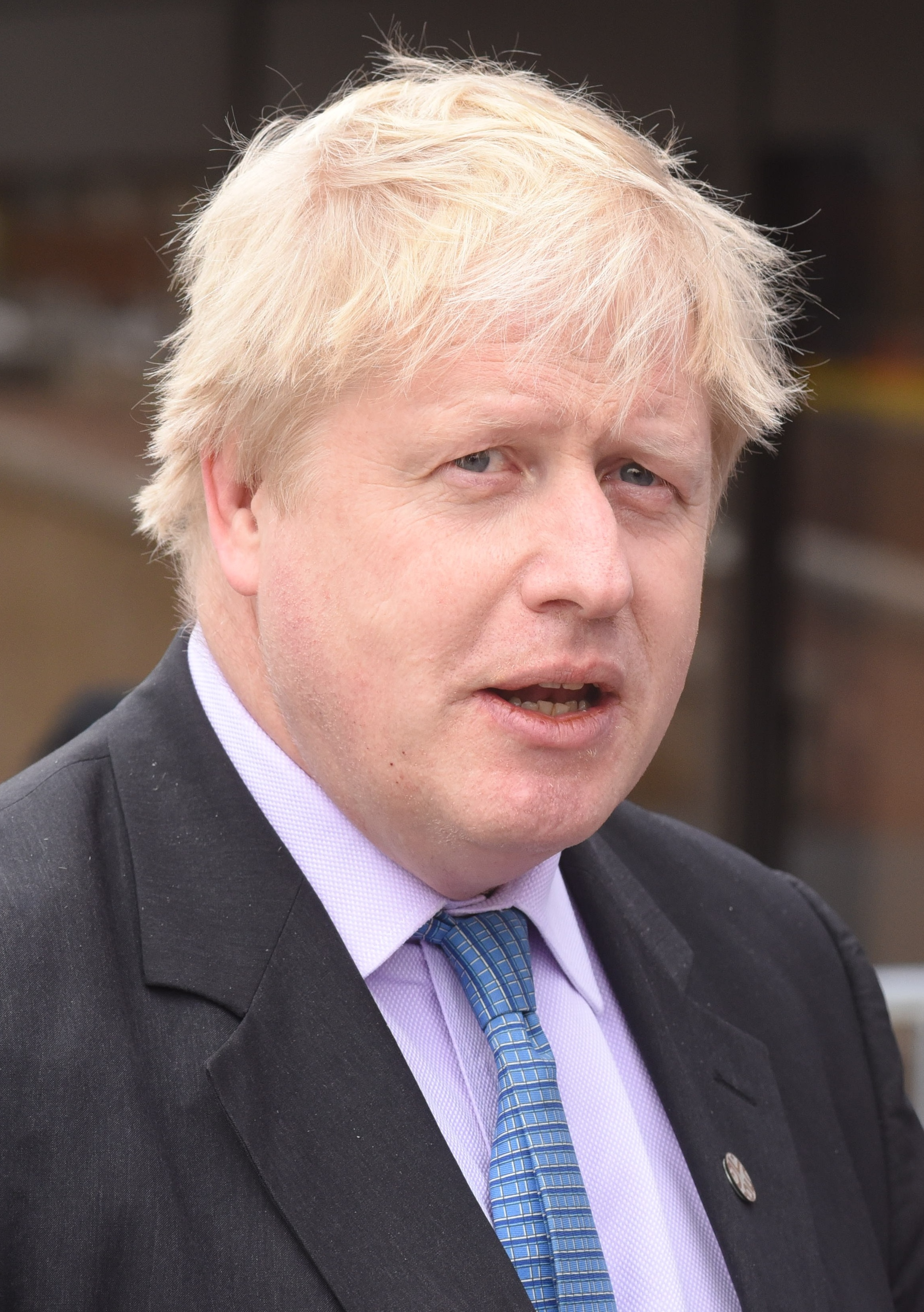
المملكة المتحدة بوريس جونسون، رئيس وزراء
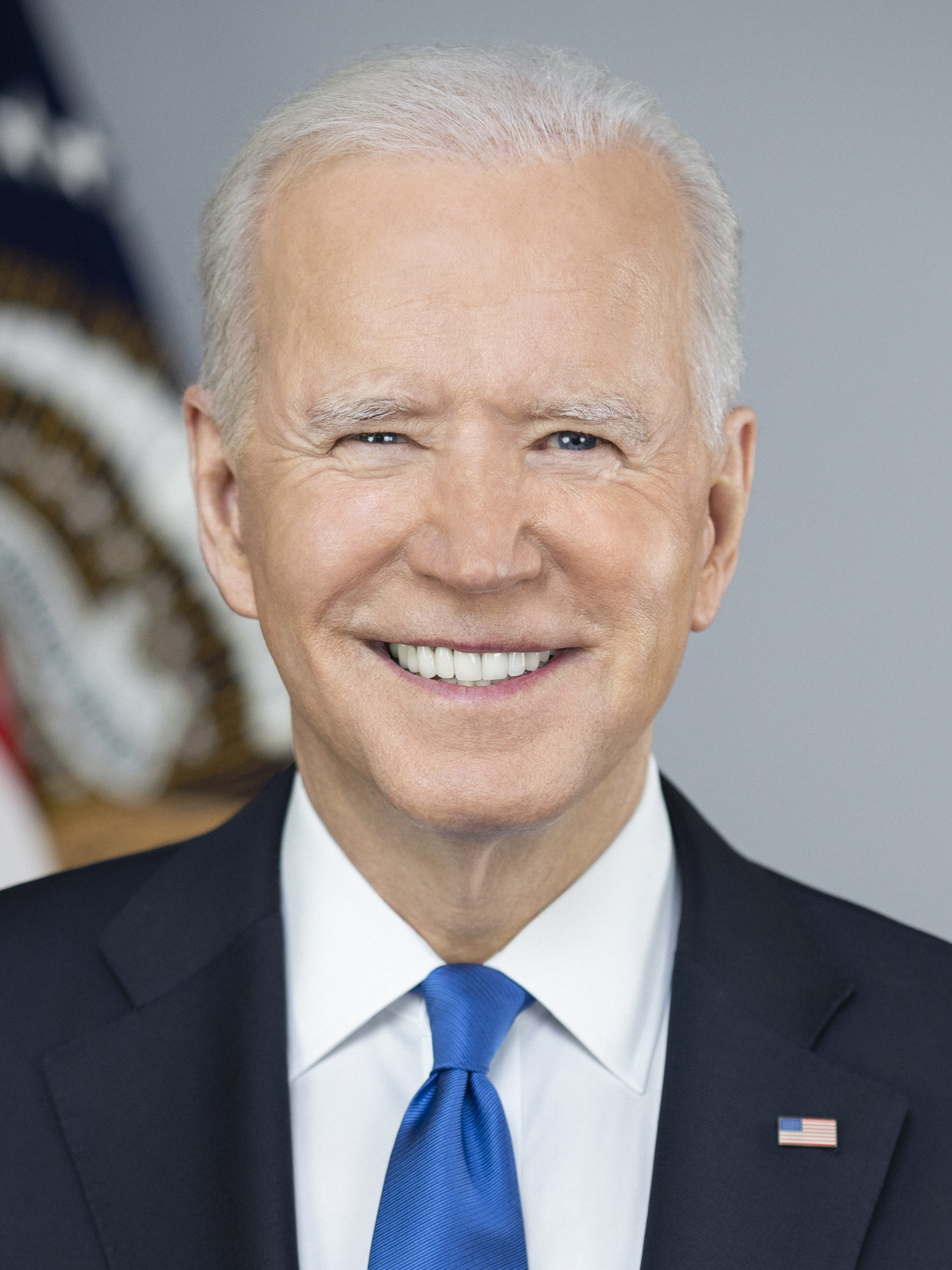
الولايات المتحدة جو بايدن، رئيس
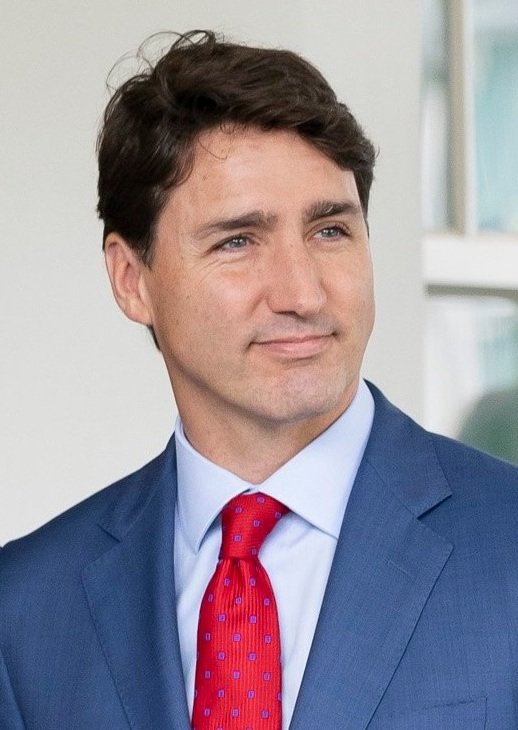
كندا جاستن ترودو، رئيس وزراء
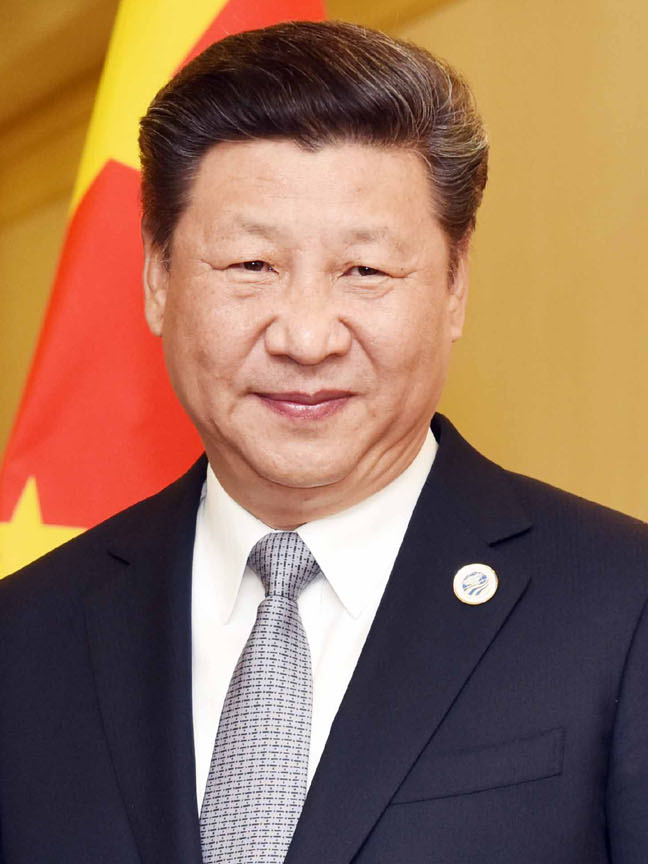
الصين شي جين بينغ، رئيس
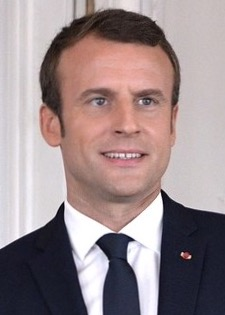
فرنسا إيمانويل ماكرون، رئيس
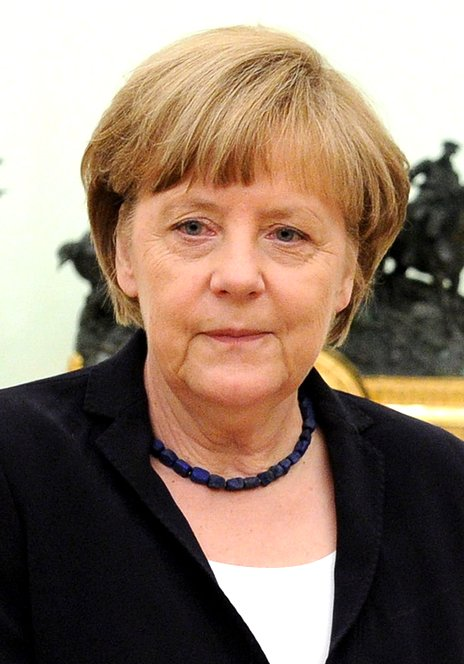
ألمانيا أنغيلا ميركل، مستشارة
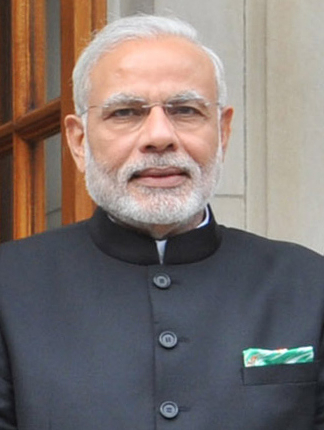
الهند ناريندرا مودي، رئيس وزراء
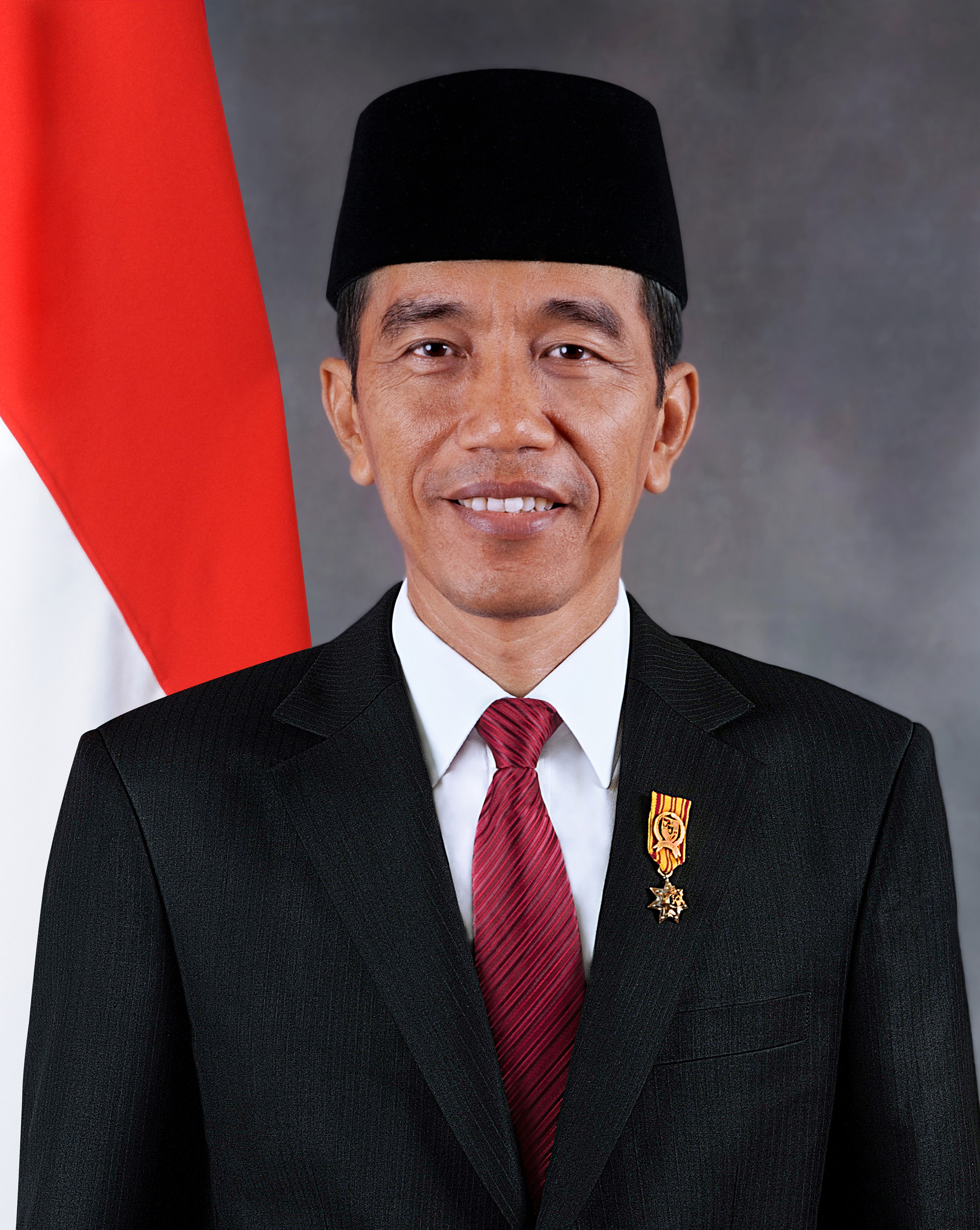
إندونيسيا جوكو ويدودو، رئيس
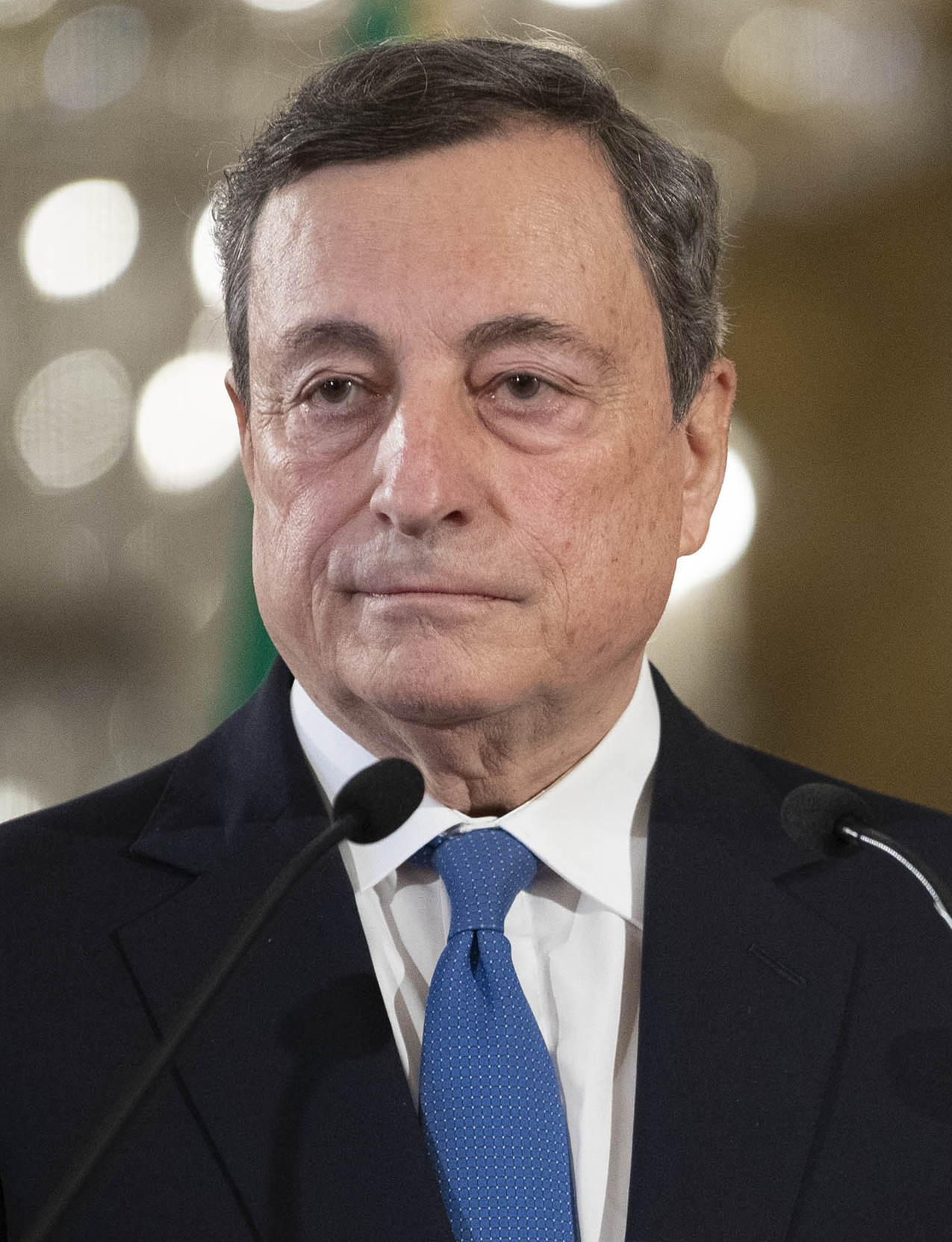
إيطاليا ماريو دراجي، رئيس وزراء (مضيف)
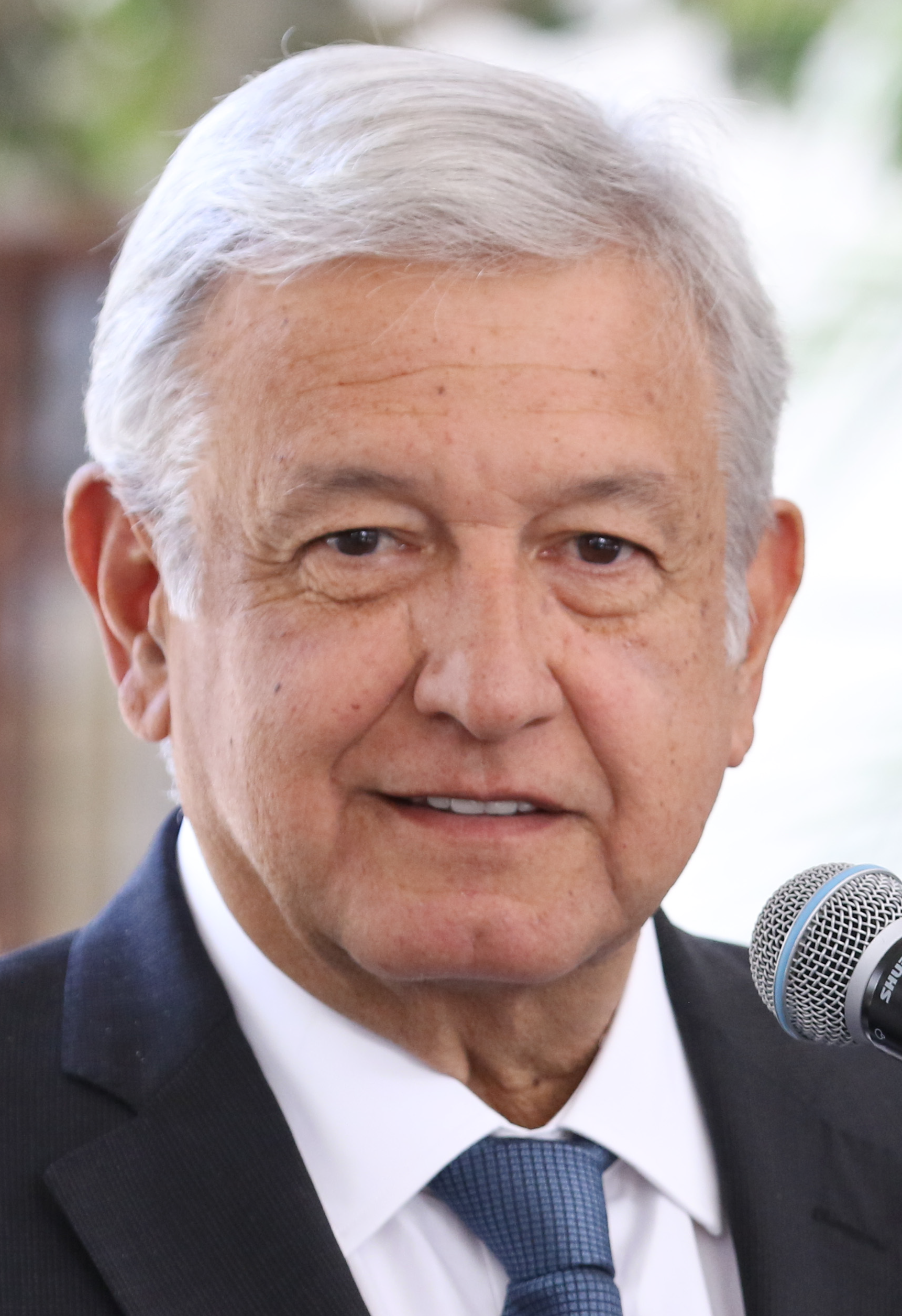
المكسيك أندريس مانويل لوبيس أوبرادور، رئيس
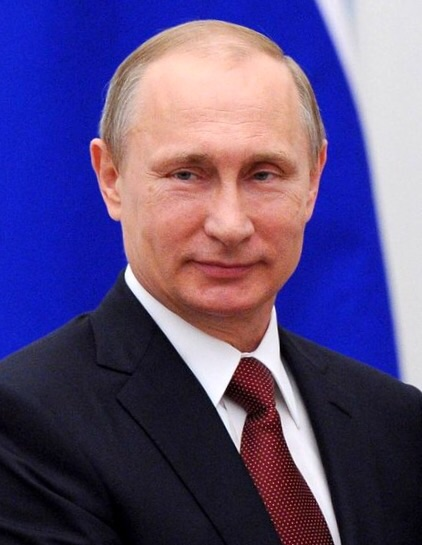
روسيا فلاديمير بوتين، رئيس
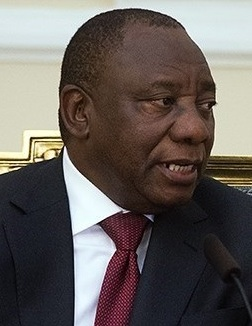
جنوب إفريقيا سيريل راموفوزا، رئيس
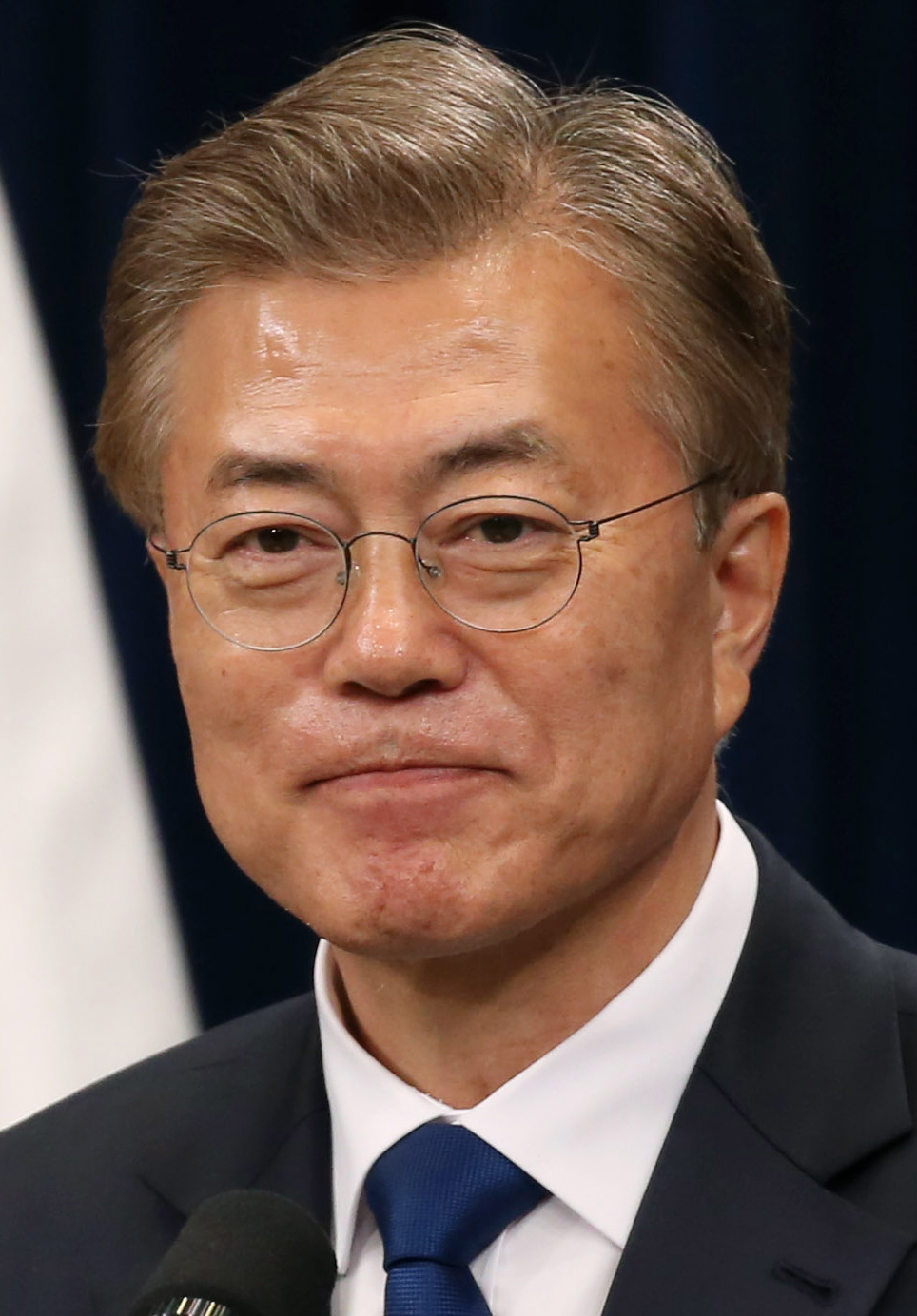
كوريا الجنوبية مون جاي إن، رئيس
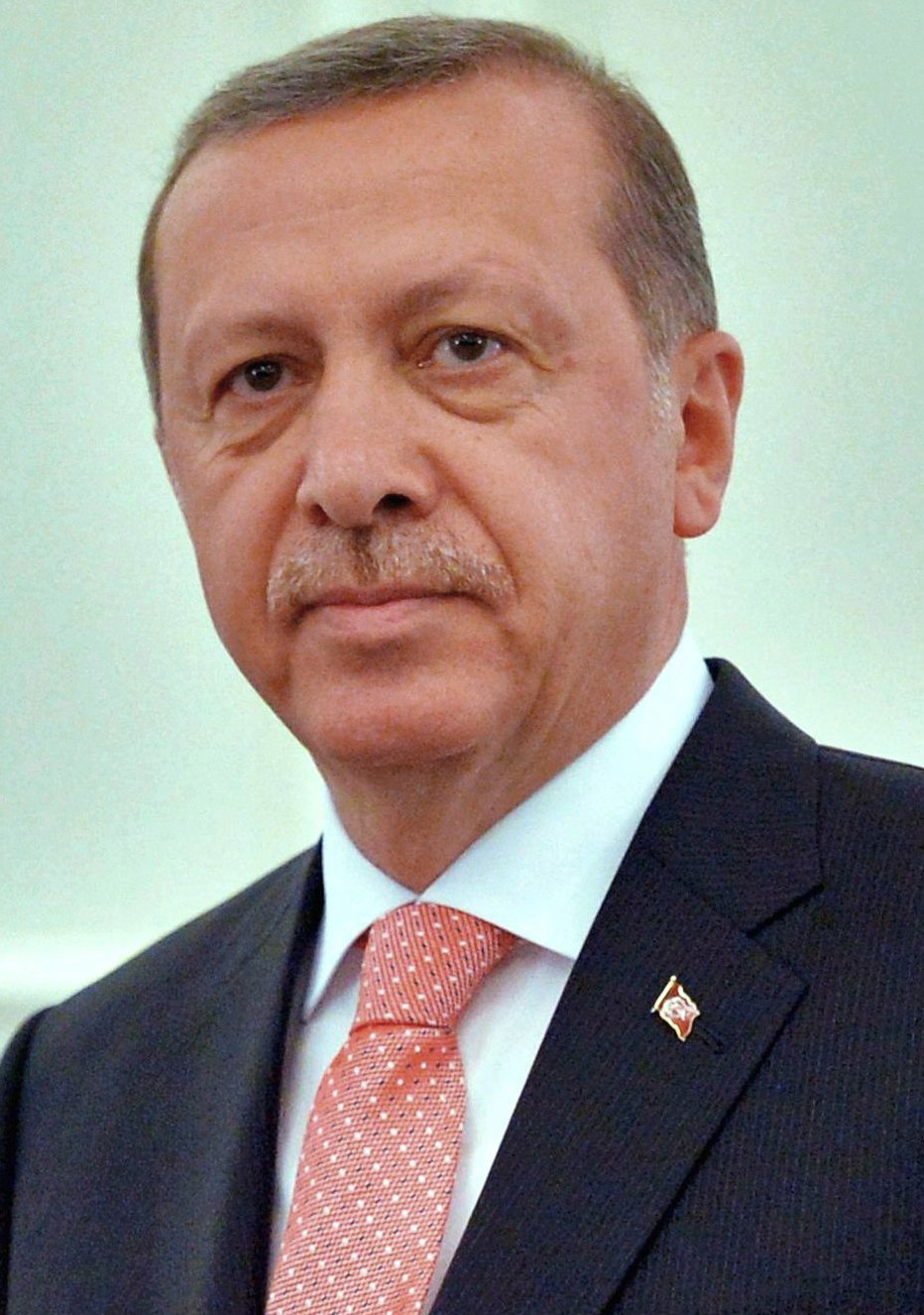
تركيا رجب طيب أردوغان، رئيس
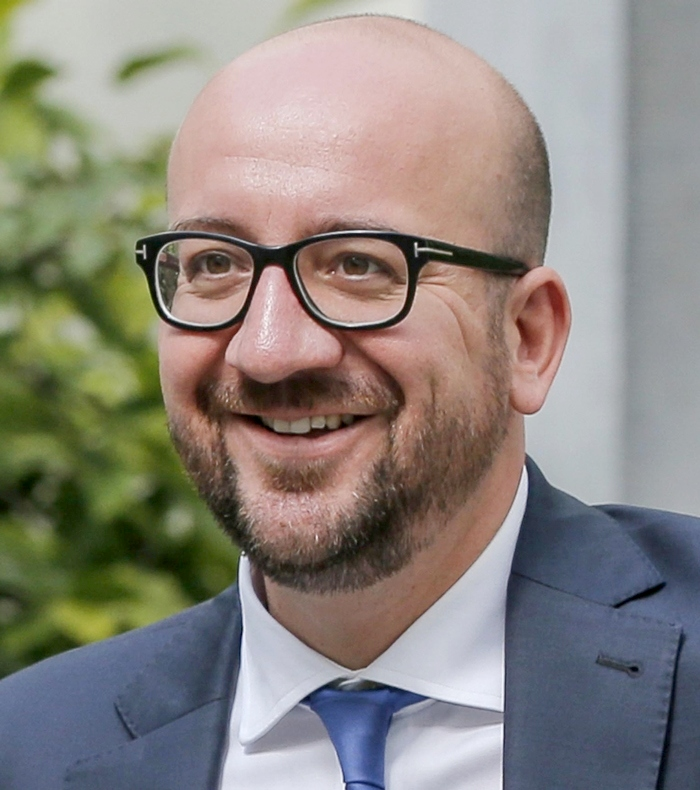
الاتحاد الأوروبي شارل ميشيل، رئيس المجلس الأوروبي
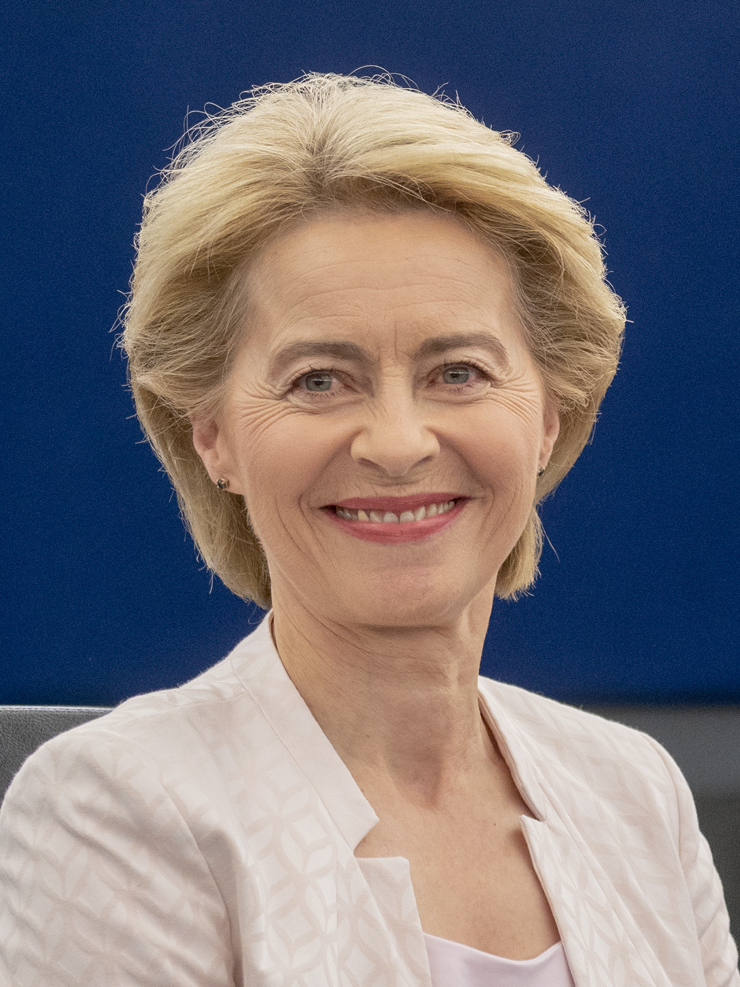
الاتحاد الأوروبي أورسولا فون دير لاين، رئيس المفوضية الأوروبية

### ضيوف مدعوون

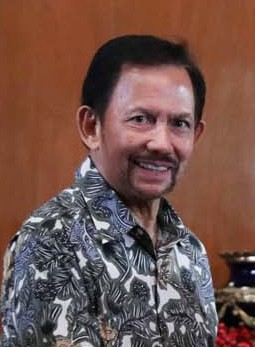
' حسن البلقية، سلطان بروناي ورئيس رابطة دول جنوب شرق آسيا.
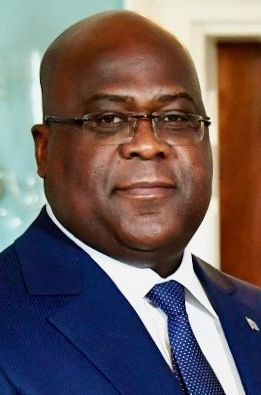
' فيليكس تشيسكيدي، رئيس الكونغو ورئيس الاتحاد الأفريقي.
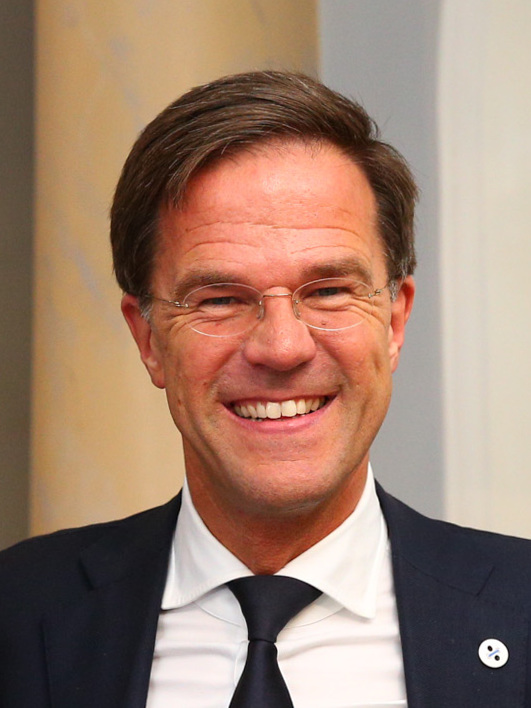
' مارك روته، رئيس وزراء
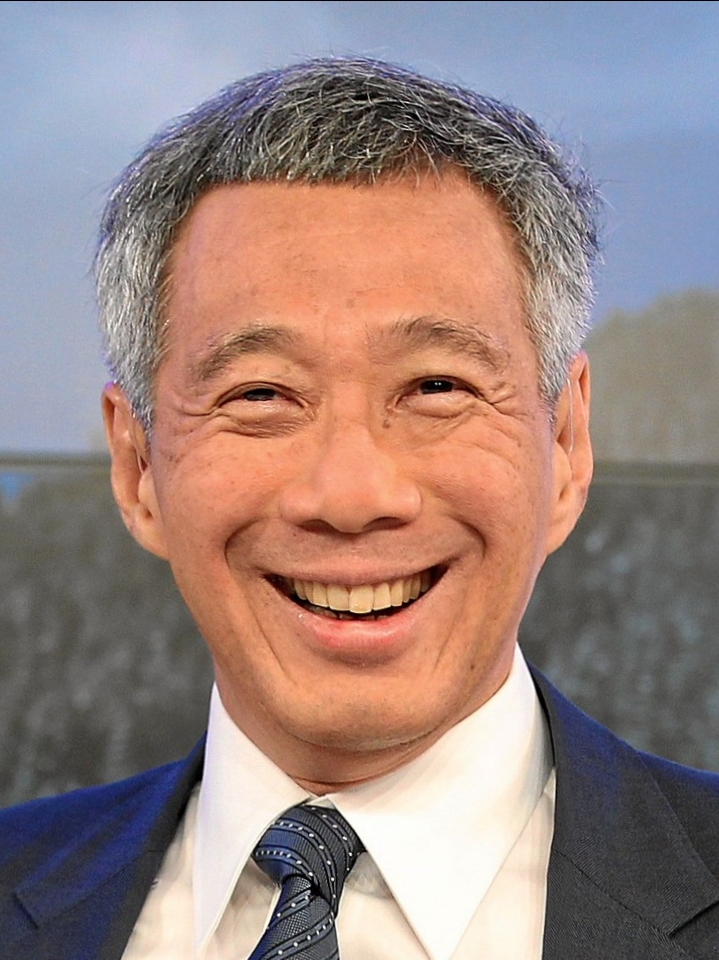
' لي هسين لونغ، رؤساء وزراء سنغافورة
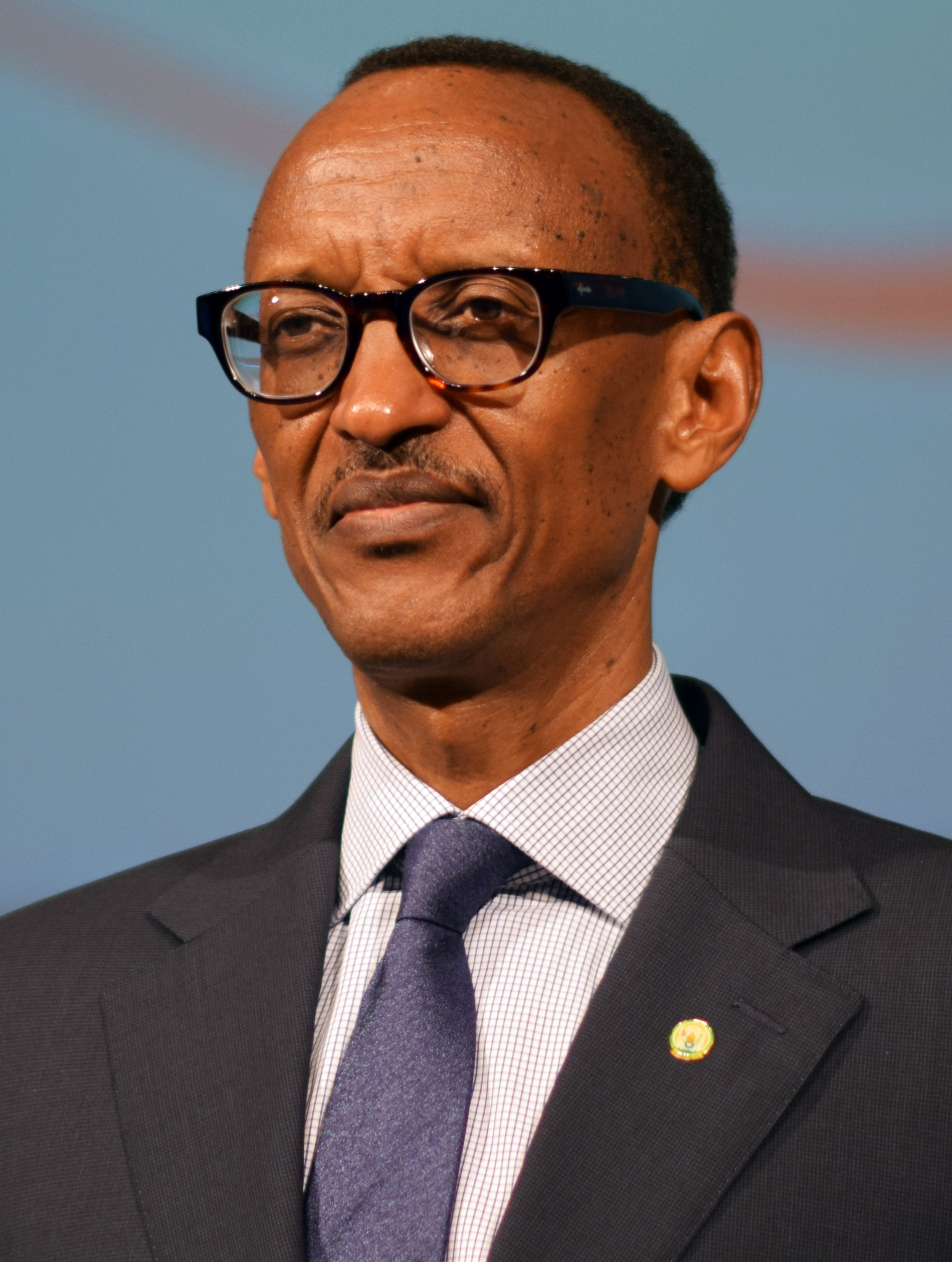
' بول كاغامه، رئيس رواندا
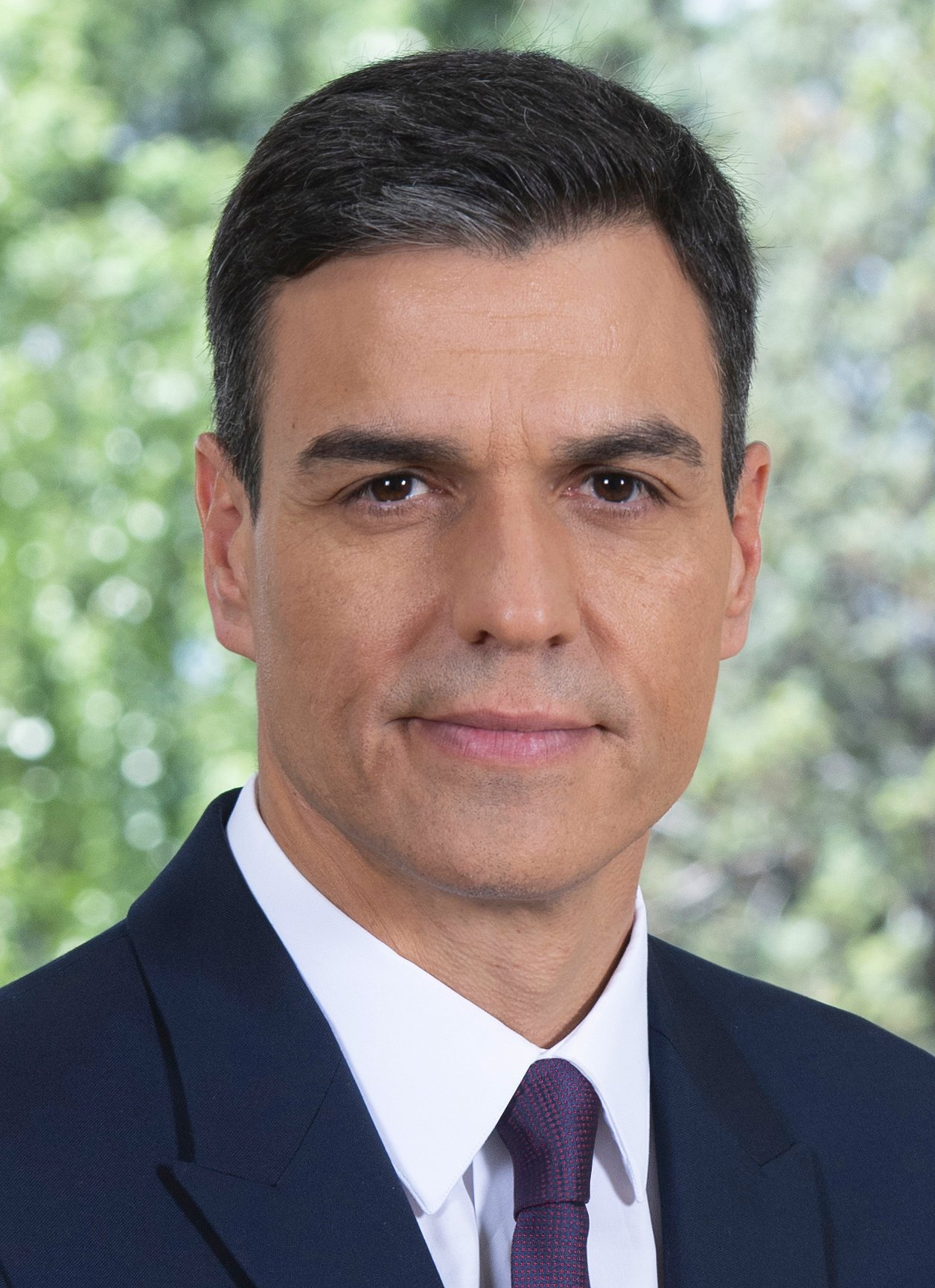
' بيدرو سانشيز، رئيس وزراء إسبانيا

- بروناي
حسن البلقية، سلطان بروناي ورئيس رابطة دول جنوب شرق آسيا.
- جمهورية الكونغو الديمقراطية
فيليكس تشيسكيدي، رئيس الكونغو ورئيس الاتحاد الأفريقي.
- هولندا
مارك روته، رئيس وزراء
- سنغافورة
لي هسين لونغ، رؤساء وزراء سنغافورة
- رواندا
بول كاغامه، رئيس رواندا
- إسبانيا
بيدرو سانشيز، رئيس وزراء إسبانيا

## روابط خارجية
- الموقع الرسمي لمجموعة العشرين.